# 豌豆湯

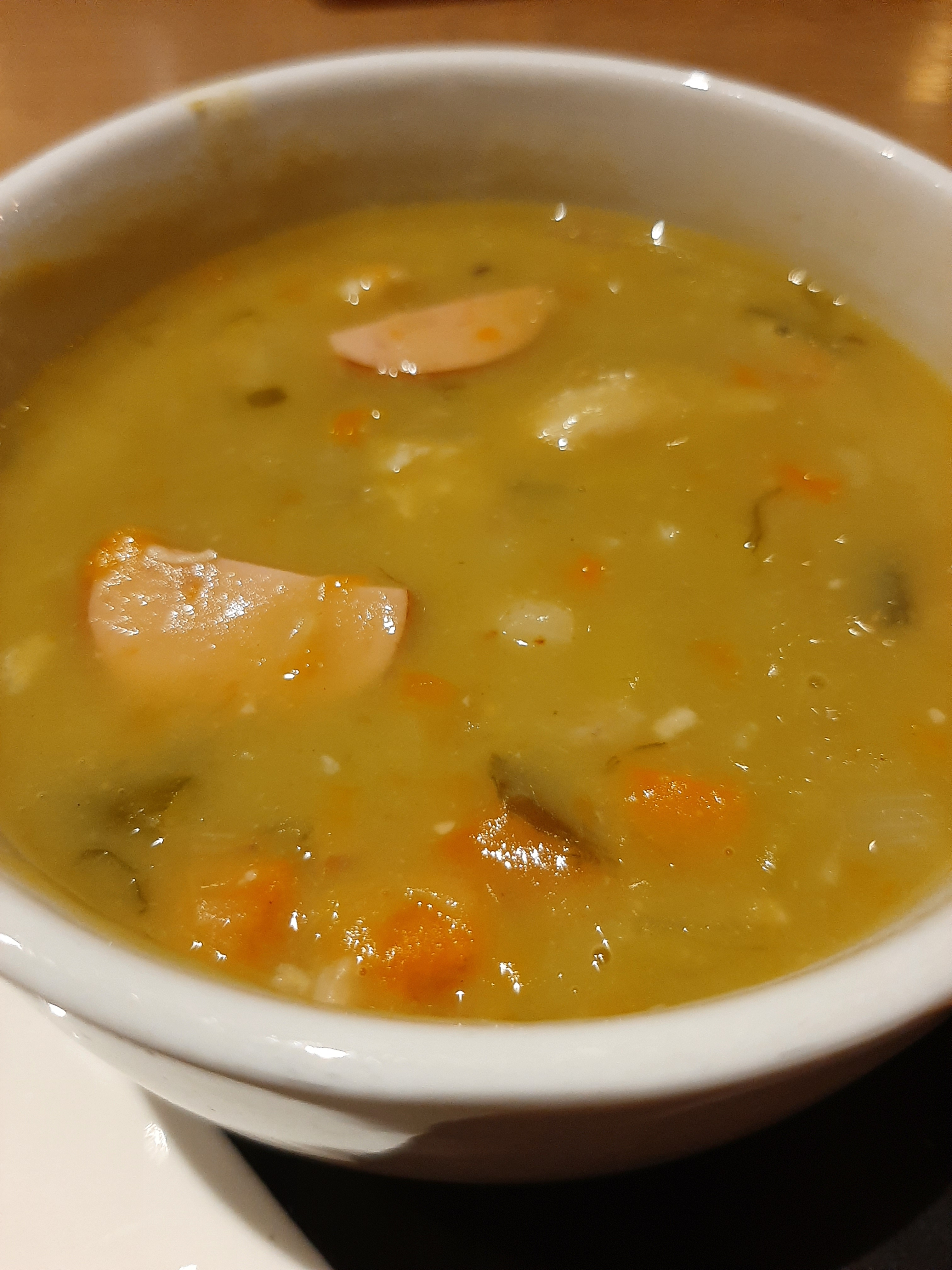
荷蘭豌豆湯

豌豆湯，在瑞典也稱豌豆用豬肉或豌豆與豬肉。它是家常菜中的經典菜餚，在許多國家以類似的方式烹飪。 配料包括黃豌豆，煮熟的豬肉，洋蔥和香料（通常是胡椒，芥末，麝香草和墨角蘭）。豌豆湯代表著傳統多用途廚房中的烹飪類型。將食物在火爐上烹飪，並在水壺中，混合植物和動物原料。在素食類的豌豆湯中，不會有豬肉在裡面。 豌豆湯具有很高的營養價值。

## 國際上的豌豆湯
豌豆湯主要出現在歐洲，美國和加拿大。在印度，它是用來幫咖哩調味的。

### 瑞典
豌豆湯是一種比較常見的菜餚，特別是在軍隊和學校內。 在瑞典，至少從13世紀開始，豌豆湯就開始出現了。豬肉豌豆湯是作者奧古斯特·史特林堡最喜歡的菜餚。「豬肉豌豆」已經成為瑞典禮拜四的食物，可能是由於中世紀的天主教每週五都要守小齋，因此在過去週四常常會有一場盛宴。 煮熟的鹹豬肉是中世紀美食的基礎，豌豆是白菜和蘿蔔的節日替代品，這是豬肉的常用零食。
在古代的戰爭，軍隊會以豌豆湯和酸奶油當作基本食物，因為乾豌豆和酸奶油具有很長的耐久性。

### 芬蘭
在整個芬蘭，這也是一道很常見的菜。在這裡，豌豆湯是用青豆代替黃豆煮熟的，要煮三個小時而不是一個半小時，這是他們的習慣。 在卡累利阿共和國和薩伏依南部，豌豆湯一直是舉辦婚禮和葬禮的主要菜餚。

### 挪威
在挪威，豌豆湯傳統上是在春天和復活節的時候煮的。為了使豌豆湯的顏色看起來更為鮮豔，湯裡還會有馬鈴薯、胡蘿蔔和蔬菜，這和瑞典與芬蘭的豌豆湯有很大的不同。

### 丹麥
在丹麥，豌豆湯被稱為黃豌豆，根莖蔬菜和蔬菜也會被添加到湯裡面。 豬肉/香腸和芥末作為配料。

### 冰島
在冰島，醃羊肉會被添加於豌豆湯中。在冰島，豌豆湯通常會在特殊節日的時候供應。